# Zoe Tapper
Zoe Tapper, född 26 oktober 1981, är en brittisk skådespelare. 
Tapper är utbildad vid the Academy Drama School och vid Central School of Speech and Drama från vilken hon utexaminerades 2003. Hon fick nästan omgående sin första roll i Oliver Parkers The Private Life of Samuel Pepys.
Hon uppmärksammades tidigt för sin insats i Richard Eyres film Stage Beauty där hon spelade rollen som Nell Gwynn.
2010 var hon aktuell med tv-serien Demons.
Zoe Tapper är sedan 2008 gift med Oliver Dimsdale.

## Filmografi i urval
- The Private Life of Samuel Pepys (2003)
- Stage Beauty (2004)
- Cutting It (2004)
- Hex (2004)
- Twenty Thousand Streets Under the Sky (2005)
- Jericho (2005)
- Mrs. Palfrey at the Claremont (2005)
- A Midsummer Night's Dream (2005)
- These Foolish Things (2006)
- Foyle's War (2006)
- Hotel Babylon (2006)
- A Harlot's Progress (2006)
- Marple: Towards Zero (2007)
- Affinity (2007)
- Mr Selfridge (2013)
- Ord mot ord (2017)
- 2022 – Rules of the Game (TV-serie)
- 2025 – Jack Wrights testamente (TV-serie)